# Fabien Libiszewski

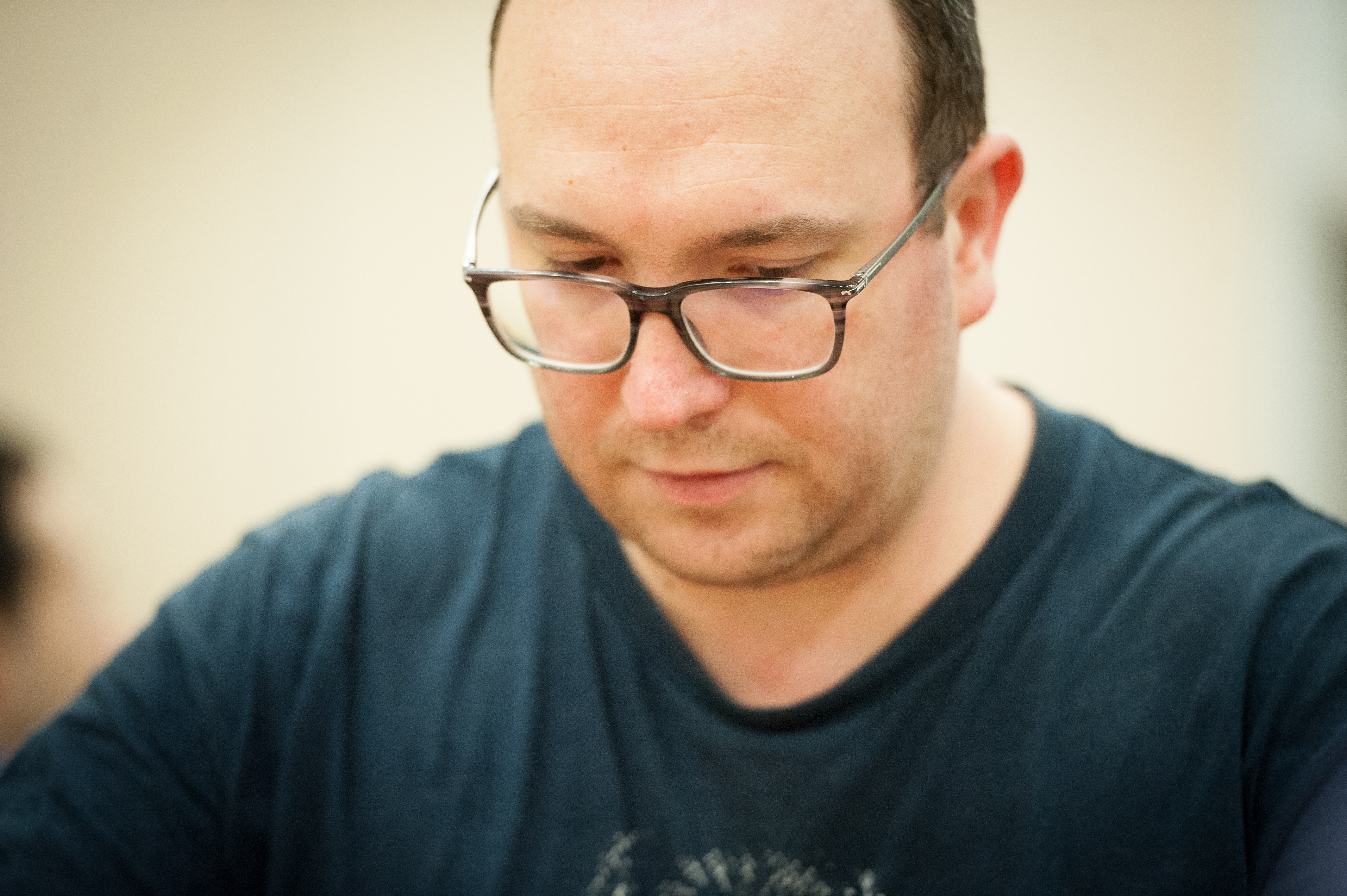
Fabien Libiszewski in London, 2016

Fabien Libiszewski (* 5. Januar 1984 in Saint-Étienne) ist ein französischer Schachgroßmeister.

## Erfolge

### Nationalmannschaft
Beim Glorney & Faber Cup belegte er 2001 in Hyères mit der französischen Juniorennationalmannschaft den zweiten Platz. Mit der französischen Nationalmannschaft nahm er an den Mitropa-Cups 2003 (am Spitzenbrett), 2004 (am dritten Brett) und 2012 (am zweiten Brett) teil. Beim Vier-Nationen-Turnier 2006 in San Sebastián mit den Teilnehmern Katalonien, Frankreich, Baskenland und Argentinien spielte er ebenfalls für die französische Nationalmannschaft. Die Mannschaft erreichte den zweiten Platz.

### Vereinsmannschaften
In Deutschland spielt er seit der Saison 2008/09 für den SC Viernheim, unter anderem in der Saison 2013/14 und erneut seit 2018 in der 1. Bundesliga. In Frankreich spielt er seit 2019 für Clichy Echecs, vorher von 2017 bis 2018 für Grasse Echecs, von 2003 bis 2016 für Montpellier Echecs in der höchsten französischen Liga, der Interclubs Top 12 (bis 2003 Nationale I, von 2004 bis 2010 Top 16), früher für den Club de Mulhouse Philidor und in der Liga des Baskenlandes für C.A. Easo aus Donostia (San Sebastián). In der belgischen Interclubs-Liga spielte er für den Cercle Royal des Échecs de Charleroi und den Koninklijke Gentse Schaakkring Ruy Lopez. In der spanischen División de Honor spielte er 2013 für CE Escola d'Escacs de Barcelona, in der britischen Four Nations Chess League spielt Libiszewski in der Saison 2016/17 für 3Cs.

### Titel und Rating
Den Titel Internationaler Meister erhielt er im Februar 2004. Seit April 2009 trägt er den Großmeistertitel. Die hierfür notwendigen Normen hatte er schon bei den Internationalen Jugendfestivals in Cannes im März 2003 und Februar 2006 erzielt, sowie mit Übererfüllung bei der französischen Mannschaftsmeisterschaft 2008, er überschritt jedoch erst mit der Auswertung im April 2009 die Grenze von 2500 Elo-Punkten. Seine Elo-Zahl beträgt 2493 (Stand: April 2025), seine höchste Elo-Zahl von 2547 erreichte er im Dezember 2016. Damit lag er damals auf dem 18. Platz der französischen Elo-Rangliste.

## Film
Im Film Zug um Zug (Originaltitel Le tournoi) der Regisseurin Élodie Namer aus dem Jahre 2015 spielt Fabien Libiszewski die Rolle des Aurélien.

## Veröffentlichungen
- Mit Matthieu Cornette: The Complete Kalashnikov. Chess Evolution, Niepołomice 2013, ISBN 978-83-937009-1-2.
- Mit Sébastien Mazé: La Défense Est-Indienne. Une arme redoutable contre 1.d4. CD/DVD-Box, ChessBase 2018, EAN 4027975008615.
- Mit Sébastien Mazé: Le dragon accéléré. Une arme très sûre pour affronter 1.e4. CD/DVD-Box, ChessBase 2020, EAN 4027975008790.
- The surprising Janowski Variation (3...a6) in the Queen‘s Gambit Declined. DVD-Box, ChessBase 2023, ISBN 978-3-86681-908-5.
- Master the Sicilian Kalashnikov. DVD-Box, ChessBase 2024, ISBN 978-3-86681-944-3.
- The surprising 3.d3 against the Caro-Kann. DVD, ChessBase 2024.
- Master the Pirc Defence! - A strategic and dynamic approach. DVD, ChessBase 2025.